# Lampa (film)
Lampa – czarno-biała etiuda filmowa Romana Polańskiego z 1959 roku. Film był pracą dyplomową Krzysztofa Romanowskiego, kolegi z roku Polańskiego. Romanowski był autorem zdjęć do tego filmu, Polański – autorem scenariusza i reżyserem.

Premiera filmu odbyła się w listopadzie 1988, na Festiwalu Filmowym w Turynie.

## Fabuła
W 8-minutowej etiudzie Polański ukazuje obskurny sklep z lalkami i kukiełkami. Stary rzemieślnik reperuje lalki w świetle lampy naftowej. Następnie zakłada instalację elektryczną – ta okazuje się wadliwa, wybucha pożar, lalki płoną.

W filmie pojawia się reżyser w roli mężczyzny przechodzącego obok sklepiku, na początku i na końcu filmu.